# Son en Breugel
Son en Breugel là một thành phố Hà Lan. Thành phố nằm trong tỉnh Noord-Brabant. Thành phố Son en Breugel có dân số 15.204 người (1/6/20050, diện tích 26,67 km², trong đó có 0,28 km² mặt nước.
Các làng Son và Breugel được thành lập giữa thế kỷ 12 và 14. Các làng đã phát triển nhanh chóng, khoảng 300 hộ gia đình (150) được báo cáo ở cả hai làng vào thế kỷ thứ 15. Tuy nhiên, cả Son và Breugel bị ảnh hưởng nặng nề trong chiến tranh Tám mươi năm, và số hộ gia đình đã giảm xuống còn 140 (với tổng cộng 600 - 800 cư dân). Tuy nhiên, cả hai làng đã có thể hồi phục.
Trong suốt triều đại của Napoleon, cả làng được kết hợp thành một khu tự quản. Cho đến đầu thế kỷ 20, dân số vẫn tương đối ổn định ở mức khoảng 1.500 người. Tuy nhiên, giữa năm 1910 và 1940, dân số tăng từ 1.600 đến 3.500 khi mọi người bắt đầu di chuyển đến làng vì lý do kinh tế. Đó là các cảnh chiến đấu lớn vào cuối Chiến tranh thế giới thứ hai, đặc biệt là trong chiến dịch Market Garden. Từ năm 1960 trở đi, Son en Breugel tiếp tục phát triển. Tính đến tháng 8 năm 2002, số dân là 15.000 người.